# Ham, Somme

Ham este o comună în departamentul Somme, Franța. În 1 ianuarie 2022 avea o populație de 4.408 de locuitori.

## Castelul de Ham
Primele metereze de piatră au fost puse în secolul al 13-lea de către nobilul local, Odon IV. 
În secolul al 15-lea, castelul a fost transformat într-o fortăreață formidabilă de Ioan al II-lea de Luxemburg, Contele de Ligny 
În 1465, nepotul lui Ioan, Louis de Luxemburg, a construit un imens donjon , 33m de mare, 33m în diametru, cu pereți 11m grosime 
În 1917, forțele germane au aruncat în aer o mare parte a castelului. Tot ceea ce rămâne sunt turnul de la intrare si vestigii ale donjonul și metereze .

## Personalități născute aici
- Jean Charles Athanase Peltier (1785 - 1845), fizician.